# Municipio de Alacranes
Municipio de Alacranes är en kommun i Kuba.   Den ligger i provinsen Matanzas, i den västra delen av landet, 90 km öster om huvudstaden Havanna.